# Paul Miki
Paul Miki (n. ca. 1565, Kyoto, Japonia – d. 5 februarie 1597, Nagasaki) a fost un călugăr iezuit și martir. Este unul din sfinții patroni ai Japoniei.

## Viața
Paul Miki a participat la răspândirea creștinismului în Japonia, după Francisc Xaveriu. La vârsta de 22 de ani a intrat în ordinul iezuit din Japonia. Începând cu 1587 au fost persecutați primii creștini.
Conducătorul Japoniei în acea perioadă era Toyotomi Hideyoshi. El însuși credea în învățăturile budismului și ale shintoismului, dar, la început era tolerant în ceea ce privește creștinismul. Toleranța religioasă a fost chiar parte a politicii sale, din perspectiva ideii că tolerarea creștinismului ar fi benefică comerțului extern. După ce a vizitat Kyushu, unde trăiau în vremea aceea mulți creștini, și-a schimbat politica religioasă interzicând cultul creștin în 1587. Cu toate acestea creștinii nu au fost urmăriți, ordinele lor călugărești putând să rămână în continuare active.
Hideyoshi a dat din nou, în 1596, un ordin de interzicere a creștinismului. În 1597 a fost ucis Paul Miki împreună cu alți 25 de creștini, martirii din Nagasaki. Ei au fost primii martiri creștini din Japonia.
Paul Miki a fost capturat în decembrie 1596 în Osaka împreună cu alți creștini. O parte dintre ei erau franciscani. Aceștia au fost duși la Kyoto. La 10 ianuarie a ordonat Hideyoshi condamnarea la moarte în Nagasaki a celor 24 de creștini. Cei 24 erau bărbați de origine japoneză, spaniolă, mexicană și portugheză. Aceștia au parcurs desculți drumul de la Osaka până la Nagasaki. Pe drumul spre Nagasaki au mai fost arestați încă doi bărbați, deoarece îi însoțeau pe condamnați. Ajunși la Nagasaki, aceștia s-au spovedit unui iezuit. În ziua execuției a fost interzis accesul în acel loc, cu toate acestea s-au strâns 4.000 de persoane. În 5 februarie la ora 10 au fost crucificați în Nagasaki. 
Cei 26 de martiri de la Nagasaki au fost beatificați în 1627 de papa Urban al VIII-lea, și au fost sanctificați în 1862 de papa Pius al IX-lea, după relegalizarea Bisericii Catolice în Japonia.

## Sărbători
- în calendarul romano-catolic: 6 februarie. Sărbătoarea poartă numele „Sf. Paul Miki și însoțitorii”
- în calendarul anglican: 6 februarie - Biserica anglicană îi comemorează pe martirii din Nagasaki fără să facă referire specială la Paul Miki.